# Tatyjana Vlagyimirovna Jerohina
Tatyjana Vlagyimirovna Jerohina, született Konsztantyinova (oroszul: Татьяна Владимировна Ерохина (Константинова); Cseljabinszk, 1984. szeptember 7. –) olimpiai bajnok orosz válogatott kézilabdakapus, jelenleg az orosz GK Lada Togliatti játékosa.

## Pályafutása
Jerohina a GK Lada Togliattival nyert orosz bajnokságot, orosz kupát, 2012-ben EHF-kupát, a Bajnokok ligájában pedig 2007-ben döntőt játszott.
Játszott a kazah válogatottban a 2011-es világbajnokságon, majd immár az orosz válogatott színeiben a 2015-ös világbajnokságon. A 2016-os rioi olimpián nem került be a szűkített orosz válogatott keretbe, de miután a csoportmérkőzések során Anna Szedojkina térdsérülést szenvedett, Jerohinát hívták be helyére. A tornát veretlenül nyerte meg az orosz válogatott. Az olimpiai győzelem után orosz állami kitüntetésben részesült, Vlagyimir Putyintól megkapta a Barátságért érdemrendet.

## Sikerei
- Olimpia győztese: 2016
- EHF-kupa győztes: 2012
- Orosz bajnokság győztese: 2005, 2008